# Ferrer Ferran
Fernando Ferrer Martínez (València, 1966), conegut pel nom artístic de Ferrer Ferran, és un pianista, compositor i director d'orquestra valencià.

## Biografia
És llicenciat en direcció d'orquestra de vents per Associated Board of the Royal Schools of Music a Londres i catedràtic de composició del Conservatori Superior de Música de Castelló.
Ferrer és nomenat Batxiller d'Honor de la Argamasilla el 2013 (Ciudad Real), Fill Adoptiu de la Vila de Arafo en 2019 (Illes Canàries), és professor en el Conservatori de Música de València, director d'honor de la Banda Primitiva de Paiporta, de la Banda Simfònica Ateneu Musical de Cullera i de l'Orquestra de Vents Allegro a València, professor principal en el "Cors Biennale in Direzione di Banda” a Aosta (Itàlia) i principal director convidat en la Banda Simfònica Simón Bolívar de Veneçuela. També és director artístic de la Banda Simfònica Provincial de Ciudad Real i ha dirigit les bandes de Moncofa, Mislata.
En 2021 va rebre el Premi EUTERPE Extraordinari que atorga la Federació de Societats Musicals de la Comunitat Valenciana (FSMCV), en reconeixement de la seua trajectòria en el món de la composició i direcció musical tant en l'àmbit nacional com internacional.

## Composició
Com a compositor es dedica a compondre música per a banda simfònica. Destaquen Al Centenària (1997), Simfonia Núm. 1 Tormenta del Desert (2000), Simfonia Núm. 2 La Passió de Crist (2001), Sinfonietta Núm. 1 Echo de la Montagne (2004) Sinfonietta Núm. 2 El Rugir del Kimbo (2005), Sinfonía Núm. 3 El Gaudir del Geni (2005), Sinfonietta Núm. 3 El Misteri del Foc (2007), La Simfonia Núm. 4 El Coloso (2011),
Ha compost multitud d'obres, algunes per a orquestra com Saxiland (2000), El bosque mágico (2002), o Rivera
D'altres per a banda: obertures com The song of the horn, Comic Oberture (2000, Tio Alberola (2005), o Mont Serrat (2008). Entre els pasdobles podem citar Ole Toronto, Al Centenario (1997), Bravo Mestre (1997), La Palmera (2009), Taoro (2015) o Actualidad Fallera (2016) Per a solista trobem: Euterpe (2003), El bosque mágico (2002), Redsaxman (2006), La Voz de la Trompeta (2007) i Davide e Golia (2015).
També tenim obres de concert com: Cant a UNICEF (1996), Mar y Belio, Fantasía Espanyola (1999 ), Magallanes, Poema Simfònic (2002) En un lugar de la Mancha (2003) A Fairy Talo, Fantasia Màgica (2009), Les Aventures del Petit Prince, (2012 ) i Al-Kasar', Impressió Simfònica (2019).
Tota la seva música està registrada en CD. Ja té enregistrats dotze CD integrals amb la seua producció, titulats Mar i Bel, Miticaventura, La Passió de Crist, Ceremonial, Magallanes, Echo de la Montagne, El Ingenioso Hidalgo, La Torre de Hércules, El Rugir del Kimbo , Red Dragon, The Great Spirit i Jungla.